# Ibn Abi-Dínar al-Qayrawaní
Abu-Abd-Allah Muhàmmad ibn Abi-l-Qàssim ar-Ruayní al-Qayrawaní, més conegut com a Ibn Abi-Dínar al-Qayrawaní, fou un historiador tunisià, que va escriure una història de Tunísia el 1681 o 1698.